# أجار بيرد باركر
أجار بيرد باركر هو نوع من الأجار يستخدم للعزل الانتقائي لأنواع المكورات العنقودية موجبة الجرام. يحتوي على كلوريد الليثيوم والتيلوريت لمنع نمو النباتات الميكروبية البديلة، في حين أن حمض البيروفيك والجلايسين المتضمنين يعززان نمو المكورات العنقودية. تظهر مستعمرات المكورات العنقودية باللون الأسود مع مناطق واضحة تنتج من حولها.

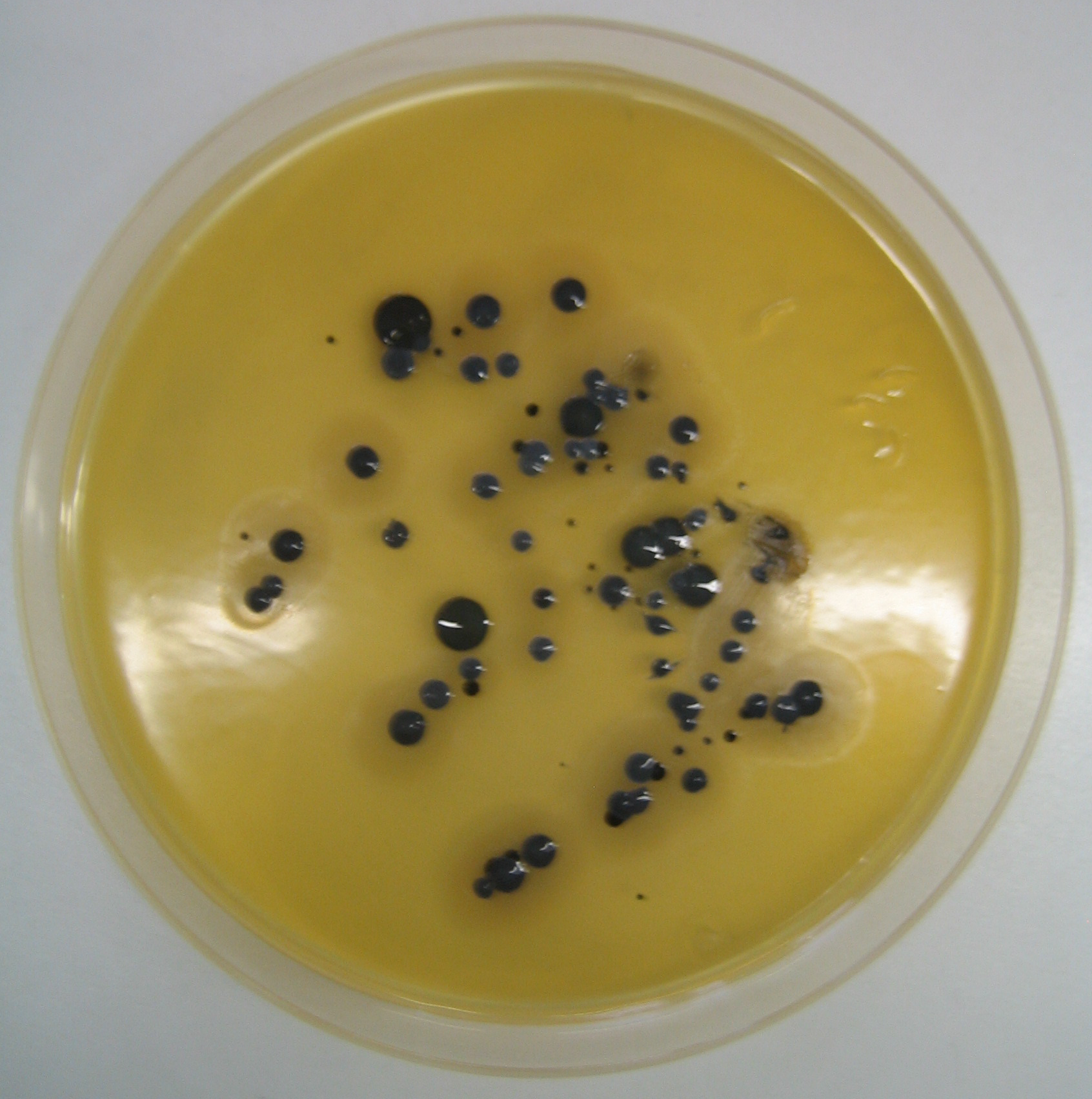
نمو المكورات العنقودية في أجار بيرد باركر

## تاريخ
نشر بيرد باركر لأول مرة مقالاً أكاديمياً حول وسيط الأجار هذا لغرض تحسين التشخيص وعزل المكورات العنقودية الإيجابية للتخثر في عام 1962. طور وسيط الأجار هذا من تركيبة التيلوريت-غليسين من زيبوفيتز ايت آل وحسن موثوقيتها في عزل المكورات العنقودية الإيجابية للتخثر من الأطعمة. أضاف بيرد باركر مستحلب صفار البيض كعامل تشخيصي وبيروفات الصوديوم لحماية الخلايا التالفة والمساعدة في تعافيها. يوصى الآن على نطاق واسع من قبل الهيئات الوطنية والدولية بعزل المكورات العنقودية الإيجابية للتخثر. يستخدم أجار جديلة باركر عادة كطريقة لتعداد المكورات العنقودية الإيجابية للتخثر ( مكورة عنقودية ذهبية وأنواع أخرى) في المواد الغذائية وتغذية الحيوانات.

## تحضير وتركيبات
فيما يلي طريقة لإعداد لتر واحد من أجار بيرد باركر وفقا لمعاير المنظمة الدولية للمقاييس [11133:2014 و6888-1:1999. 6]
1. قم بقياس ما يلي. هذه هي قاعدة أجار بيرد باركر
  - 10 غرامات من هضم البنكرياس للكازين
  - 5 غرامات من مستخلص اللحم
  - 1 غرام من مستخلص الخميرة
  - 10 غرام من بيروفات الصوديوم
  - 12 غراما من الجلايسين
  - 5 غرام من كلوريد الليثيوم
  - 20 غرام من الأجار
2. قم بتطيع 63 جراما من قاعدة بيرد باركر أجار (المنظمة الدولية للمقاييس) في 1000 مل من الماء المقطر.
3. قم بتعديل الرقم الهيدروجيني إلى 7.2 ± 0.2 عند 25 درجة مئوية.
4. قم بعملية الغليان لإذابة الوسط وتعقيمه عن طريق الموصدة عند 121 درجة مئوية لمدة 15 دقيقة.
5. يبرد إلى 47 درجة مئوية ويضاف بشكل معقم 50 مل من مستحلب صفار البيض التيلوريت (SR0054). اخلط جيدا واسكب في أطباق بيتري المعقمة.

يجب تخزين الوسط المجفف على 10-30 درجة مئوية. من الأفضل استخدام الوسط المحضر طازجاً. يحتوي المستنبت المجفف على مسحوق بلون القش ومتدفق بحرية. الوسط المحضر له لون كريمي أو أصفر، جل غير شفاف.